# Xinzhou (Shangrao)

Lage der bezirksfreien Stadt Shangrao in der sich der Stadtbezirk Xinzhou befindet

Der Stadtbezirk Xinzhou (chinesisch 信州区, Pinyin Xìnzhōu Qū) ist ein chinesischer Stadtbezirk im Nordosten der Provinz Jiangxi. Er gehört zum Verwaltungsgebiet der bezirksfreien Stadt Shangrao. Er ist Zentrum und Sitz der Stadtregierung von Shangrao. Der Stadtbezirk Xinzhou hat eine Fläche von 308,7 km² und zählt 416.219 Einwohner (Stand: Zensus 2010).

## Administrative Gliederung
Auf Gemeindeebene setzt sich der Stadtbezirk Xinzhou aus sechs Straßenvierteln, einer Großgemeinden und zwei Gemeinden zusammen. 